# Margit Carstensen
Margit Carstensen, född 29 februari 1940 i Kiel, Schleswig-Holstein, död 1 juni 2023 i Heide, Schleswig-Holstein, var en tysk skådespelare. Hon är i utlandet mest känd för att ha spelat framträdande roller i några av Rainer Werner Fassbinders filmer.

## Filmografi i urval
- 1972 – Petra von Kants bittra tårar
- 1972 – Acht Stunden sind kein Tag (TV-serie)
- 1973 – Welt am Draht (TV-serie)
- 1974 – Martha (TV-film)
- 1975 – Mamma Küsters himmelsfärd
- 1976 – Kinesisk roulette
- 1976 – Satans yngel
- 1979 – Den tredje generationen
- 1980 – Berlin Alexanderplatz (TV-serie)
- 1981 – Possession
- 1985 – Bitter skörd
- 2013 – Finsterworld